# Papunáua
Papunáua je rijeka u Kolumbiji, desna pritoka rijeke Inírida. Pripada porječju rijeke Orinoco.